# Kontrolzone
En kontrolzone (forkortet "CTR" – Control Zone) er et nærmere afgrænset, kontrolleret luftrum, der strækker sig opefter fra jordens eller vandets overflade til en nærmere angivet øvre grænse, og som er oprettet omkring en kontrolleret flyveplads
Kontrolzonen dækker typisk et område med en udstrækning på 20-50 kilometer med lufthavnen i midten. Lodret strækker en kontrolzone sig typisk (I Danmark) op til 1500 fod over havniveau.
På terrænet i og omkring en kontrolzone har man gerne udpeget et antal såkaldte VFR-rapportpunkter som er let-genkendelige lokaliteter med f.eks. en markant bygning, vejanlæg eller andet. Fly på vej ind og ud af lufthavnen og dens kontrolzone får typisk besked på via et eller flere af disse punkter, for at give flyvelederen mulighed for at dirigere trafikken præcist og dermed sikkert.
Oven over en kontrolzone findes et andet stykke kontrolleret luftrum kaldet terminalområdet.